# Georgiana (Alabama)
Georgiana – miasto w Stanach Zjednoczonych, w stanie Alabama, w hrabstwie Butler. W roku 2023 miasto zamieszkiwały 1273 osoby, a gęstość zaludnienia wynosiła 78,6 osoby/km².